# Israel Halperin
Israel Halperin OC, FRSC (Toronto, 5 de janeiro de 1911 — 8 de março de 2007) foi um matemático e ativista social canadense.
Nascido em Toronto, filho dos imigrantes russos Solomon Halperin e Fanny Lundy, Halperin frequentou o Malvern Collegiate Institute, a Universidade Victoria de Toronto, graduou-se na Universidade de Toronto em 1932, e foi depois aluno de pós-graduação de John von Neumann na Universidade de Princeton, onde finalizou o doutorado.
Foi professor da Queen's University em 1939. Halperin serviu então o Exército Canadense de 1942 a 1945 em Ottawa com o "Canadian Armament Research and Development Establishment" (CARDE). Retornou então à universidade.
Em fevereiro de 1946 foi preso e acusado de espionagem no Canadá, em conexão com a deserção de Igor Gouzenko, um criptógrafo da embaixada soviético, que ocorreu em Otawwa em setembro de 1945. A deserção de Gouzenko e a investigação subsequente revelou que a União Soviética estava conduzindo espionagem em larga escala no Canada e nos Estados Unidos, incluindo espionagem da bomba atômica.
Após árduos questionamentos e prisão por várias semanas, sob uma comissão real designada pelo ministro da justiça Louis St. Laurent, seguido por um julgamento no início de 1947, Halperin foi finalmente inocentado e solto. Ele voltou a lecionar na Queen's University, mas somente em 1948, enfrentando obstáculos legais impetrados pela direção da universidade. O reitor Robert Charles Wallace propugnou por seu retorno.
Halperin foi eleito fellow da Sociedade Real do Canadá em 1953, e foi laureado com a Medalha Henry Marshall Tory em 1967.
Na sequência da morte de von Neumann em 1957, Halperin completou dois de seus artigos inacabados, publicando-os porém apenas com o nome de von Neumann.
Halperin lecionou na Queen's até 1966, tornando-se professor catedrático. Foi então para a Universidade de Toronto, onde permaneceu até aposentar-se em 1976, tendo publicado mais de 100 artigos acadêmicos. Recebeu um doutortado honorário em direito em 1989, e tornou-se membro da Ordem do Canadá, ambas as condecorações por seu trabalho humanitário.
Halperin teve quatro filhos, e todos tornaram-se professores: William Halperin, Connie Eaves, Stephen Halperin e Mary Hannah.
Halperin morreu em 2007 com 96 anos de idade.